# История европейского искусства

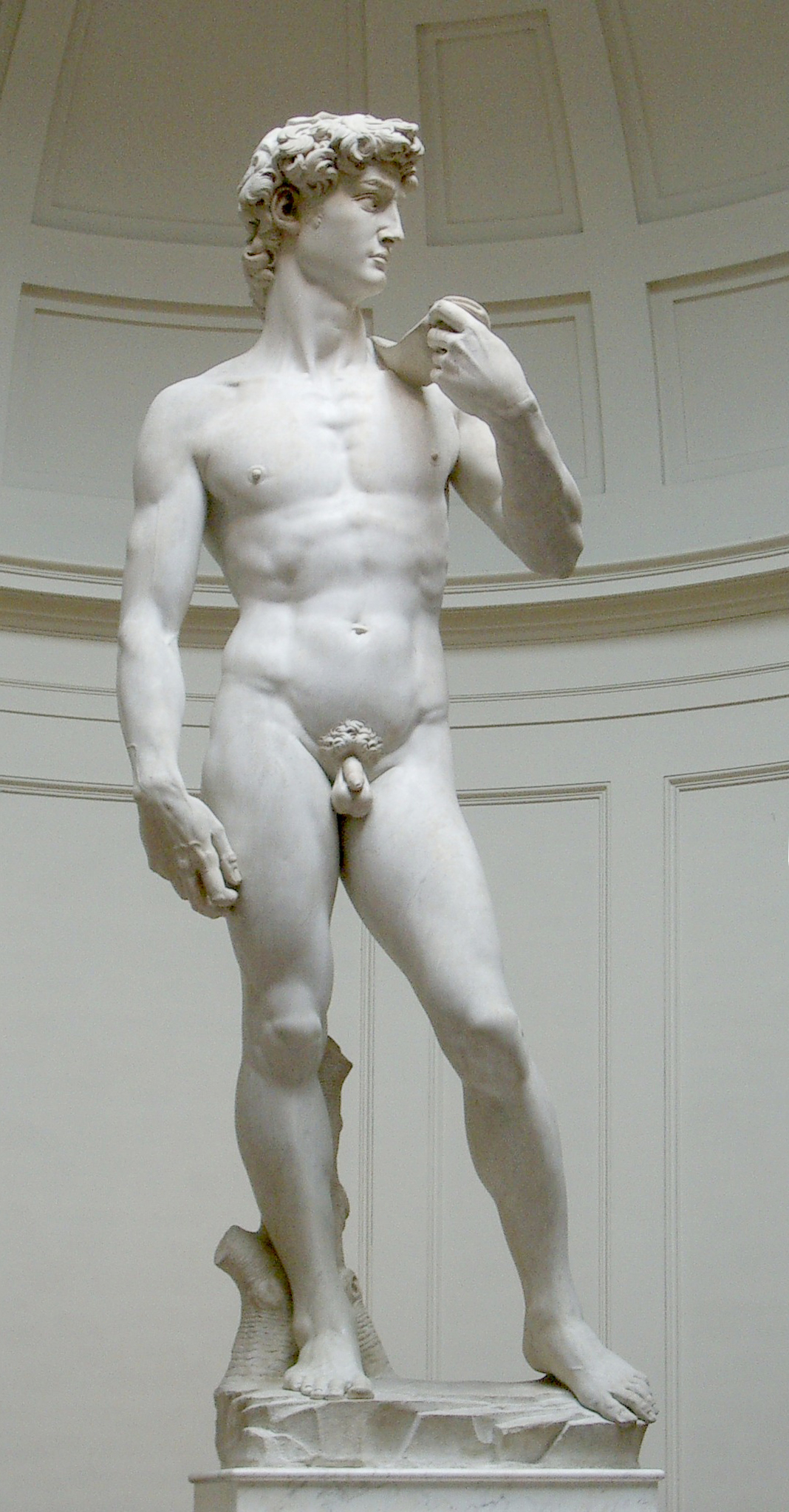
Статуя Давида, Микеланджело

Западное искусство, западноевропейское искусство — искусство европейских стран, а также тех регионов, которые следуют европейским культурным традициям (например, Северная Америка).

## Периодизация западного искусства

### Искусство античности

#### Эгейская цивилизация
Древнейшее искусство Греции и островов Средиземного моря, находилось под большим влиянием искусства Древнего Востока и оказало большое влияние на развитие классической греческой цивилизации.
1. (Кикладская цивилизация)
2. Крито-микенский период (конец III—II тыс. до н. э.)
  1. Минойская цивилизация (Крит):
    1. Раннеминойский период (XXX—XXIII вв. до н. э.)
    2. Среднеминойский период (XXII—XVIII вв. до н. э.; период «старых», или «ранних», дворцов)
    3. Позднеминойский период (XVII—XII вв. до н. э.)

  2. Элладская цивилизация (Балканская Греция):
    1. Раннеэлладский период (XXX—XXI вв до н. э.)
    2. Среднеэлладский период
    3. Позднеэлладский период (XVI—XII вв. до н. э.; микенская цивилизация)

#### Древняя Греция

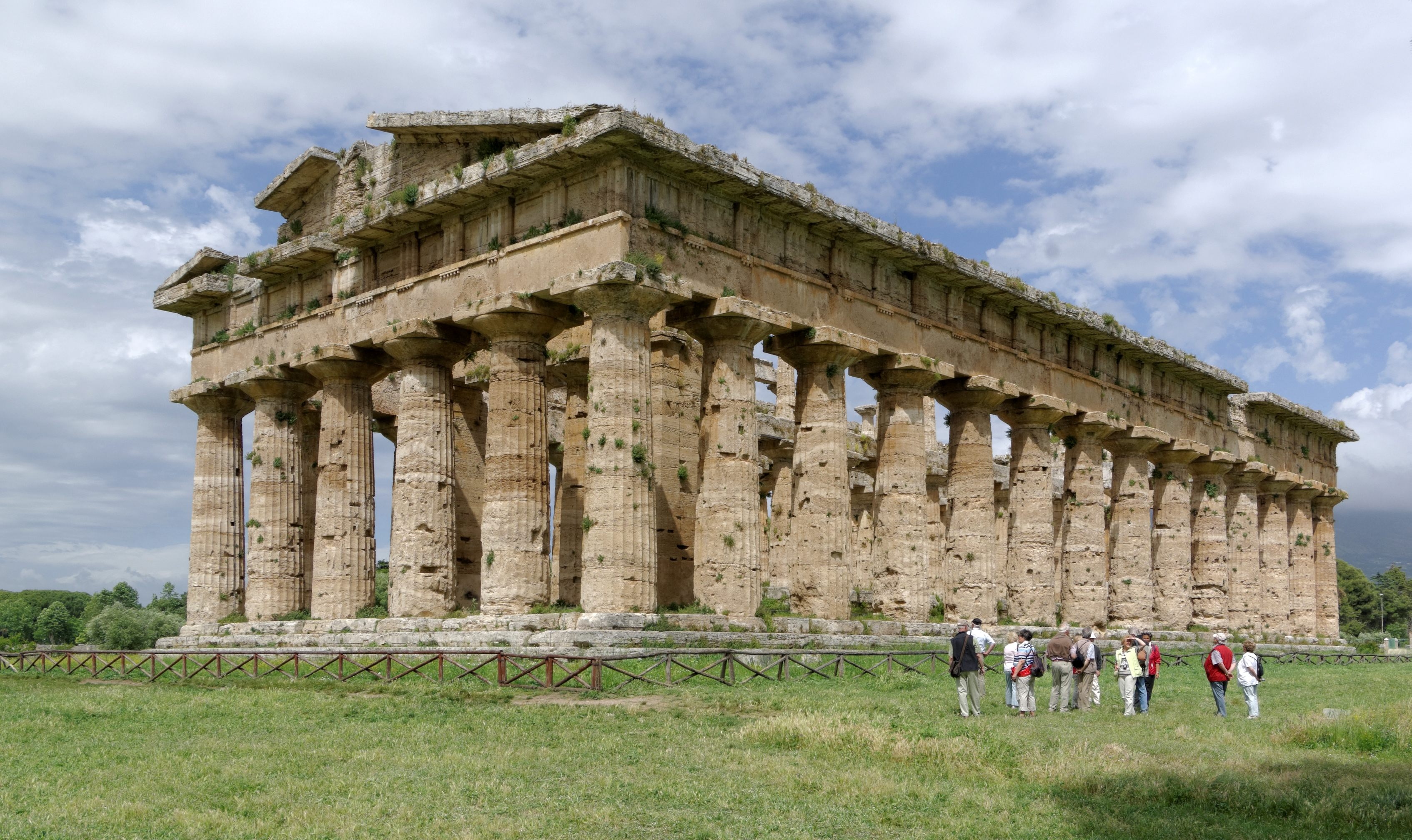
Храм Аполлона в Пестуме

Античное древнегреческое искусство заложило основы для развития всего европейского искусства в дальнейшем, создав ряд эталонных образцов (например, Парфенон и Венера Милосская). Греки создали архитектурный ордер и идеальные образцы классической скульптуры. Значительным (но оказавшим гораздо меньшее влияние на последующие поколения) был жанр вазописи. Образцы живописи Древней Греции не сохранились.
Характеристика изобразительного языка — идеальность облика, просчитанный анатомический канон, гармония и уравновешенность, золотое сечение, учитывание оптических искажений. На протяжении следующих веков искусство несколько раз будет обращаться к наследию Древней Греции и черпать из него идеи.
Периодизация древнегреческого искусства:
1. Геометрический стиль
2. Архаика
3. Искусство классической Греции
  1. Ранняя классика
    1. Строгий стиль

  2. Высокая классика
  3. Поздняя классика
4. Искусство эллинизма

#### Древний Рим
Древнеримское искусство испытало влияние как древнегреческого, так и местного италийского искусства этруссков. Наиболее значительными памятниками этого периода являются мощные архитектурные сооружения (например, Пантеон), а также тщательно разработанный скульптурный портрет. До нас также дошло большое количество живописных фресок.
Характерные черты: утилитарность в сочетании с торжественностью. Раннехристианское искусство воспримет из римского иконографию и типы архитектурных сооружений, значительно переработав их под воздействием новой идеологии.
Периодизация римского искусства:
1. Искусство этрусков (750—90 гг. до н.э.)
2. Республика (с 509 г. до н. э. по 27 г. до н. э.)
  1. Ранний период
  2. После завоевания Греции и Сиракуз (в 212 г. до н.э.)
  3. Поздний (с начала правления Суллы в 130 г. до н.э.)
3. Империя (27 год до н. э. — 476 год н. э.)
  1. Принципат (27 год до н. э. — 284 год н. э.)
    1. Августовский классицизм

  2. Поздняя империя (284 год н. э. — 476 года н. э.); поздняя античность (III—VI века н. э.)
    1. Тетрархия и доминат (285—324 годы н. э.)
    2. Раннехристианское искусство

### Средневековье
Искусство Средневековья характеризуется упадком изобразительных средств по сравнению с предшествующей эпохой античности. Наступление Тёмных веков, когда было утрачено большое количество как навыков, так и памятников, привело к бо́льшей примитивизации произведений искусства. Дополнительный аспект — приоритет духовного, а не телесного, что вело к ослаблению интереса к материальным предметам и к более заметной обобщенности, огрублению произведений искусства. Ключевой пункт — потеря реализма, превращение изображения в символ. На протяжении всего Средневековья европейские мастера будут постепенно улучшать своё искусство, что приведет к стремительному взлёту в эпоху Возрождения.
Большинство дошедших памятников являются сакральными или заказанными с целью принесения в дар Церкви. Основным заказчиком был клир, монастыри, а также богатые светские покровители, заинтересованные в спасении своей души.

#### Византия

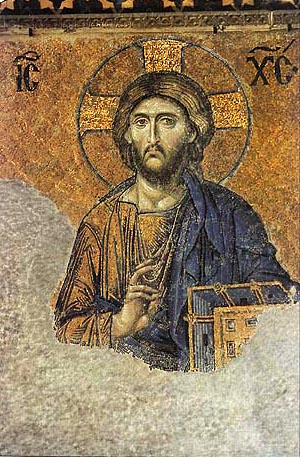
Иисус Пантократор. Мозаика в Святой Софии, Константинополь

Византийское искусство сначала было наследником позднеримского, обогащенного богатой христианской идеологией. Характерными чертами искусства этой эпохи является сакрализация, а также возвеличивание императора. Из новых жанров: превосходные достижения в жанре мозаики и иконописи, из старых — в храмовой архитектуре.
1. раннехристианский период (так называемой предвизантийской культуры, I—III века)
2. ранневизантийский период, «золотой век» императора Юстиниана I (527—565), архитектуры храма Святой Софии в Константинополе и равеннских мозаик (IV—VII века)
3. иконоборческий период (VIII — начало IX века). Император Лев III Исавр (717—741) издал Эдикт о запрещении икон. Этот период получил название «темное время» — во многом по аналогии со сходным этапом христианизации Западной Европы
4. период Македонского возрождения (867—1056). Принято считать классическим периодом византийского искусства. XI век стал высшей точкой расцвета.
5. Комниновское возрождение при императорах династии Комнинов (1081—1185)
6. Палеологовское возрождение, возрождение эллинистических традиций (1261—1453)

#### Древняя Русь
- Древнерусское искусство:
  - Дохристианская культура Древней Руси (IX — кон. X в.)
  - Христианский период (XI в. — XII в.) / Искусство домонгольской Руси (988-1237)
  - Период феодальной раздробленности (первая треть XII — первая четверть XVI века)
  - Искусство Русского государства (первая четверть XVI—XVII вв.) / Искусство допетровской Руси

#### Раннее Средневековье
Искусство раннего Средневековья (примерно до 1000 г. н. э.) создается в Тёмные века, когда ситуация осложняется миграциями варварских народов по территориям бывшей Римской империи (en). В частности, это кельтское искусство VI—VII веков, иберо-саксонский стиль.
Отдельно выделяют стилистические направления: 
- Меровингское искусство: V—VIII века, династия франкских королей (Франция и часть Германии)
- Каролингское возрождение: VIII — середина IX века, династия франкских королей
- Оттоновское искусство: X—XI века, династия императоров Священной Римской империи

Практически все сохранившиеся памятники этого периода — иллюминированные рукописи, хотя можно также найти архитектурные объекты и небольшие декоративно-прикладные изделия.
- Дороманский стиль — период, промежуточный между поздней античностью и романским искусством. Его временные рамки определяются от королевства Меровингов (конец V века) и до начала романского периода в XI веке. Термин «дороманский» преимущественно используется для архитектуры и монументальной скульптуры.

#### Романика
Романское искусство (ок. 1000—1200 гг.) продолжалось, пока на смену ему не пришла готика. Это был период повышения благосостояния европейцев, и впервые можно увидеть общеевропейский стиль, последовательно встречающийся от Скандинавии до Испании.
Характерные черты: энергичные и прямые формы, яркие цвета. Основной жанр — архитектура (толстостенная, с использованием арок и сводов), но витражи, работа по эмали также становятся важным жанром. Развивается скульптура.

#### Готика
Готика — следующий интернациональный стиль, охвативший Европу. Возник во Франции, как следующая ступень развития приемов архитектуры (подробнее см. каркасная система готической архитектуры). Самой узнаваемой деталью готики является стрельчатая арка, витраж. Активно развивается сакральная живопись.
Для позднего периода характерна интернациональная готика, отличающаяся особой изысканностью.

##### Проторенессанс
Проторенессанс (2-я половина XIII века — XIV век) — период в искусстве итальянского Средневековья, наполненный поисками нового стиля и предчувствием Возрождения.

### Возрождение

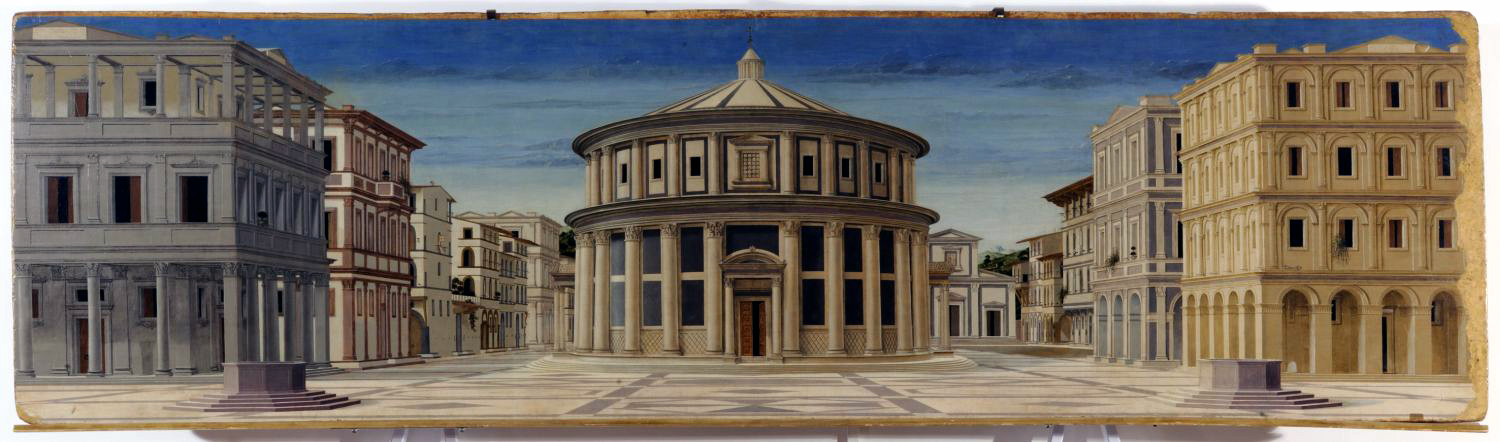
«Идеальный город», круг Пьеро делла Франческа, сер.15 в.

Наступление эпохи Ренессанса кардинально меняет идеологию. Сакральное отходит на второй план, активно проявляется интерес к человеческой личности, индивидуальности (благодаря этому расцветает жанр портрета). Художники и скульпторы оглядываются на искусство античности, пытаются следовать его эталонам и задачам. Смена темперы на масляную живопись позволяет достичь новых вершин в технике живописи. Происходит открытие перспективного построения, а также светотени. Живописцы одновременно сочетают высокую техничность и навыки в изображении натуры с гуманистическими идеалами, верой в красоту и попытками создать идеальные сбалансированные гармоничные произведения. Благодаря обращению к античности, в искусстве появляются не только забытые жанры, но и персонажи — античные боги, которые становятся так же популярными, как изображение христианских персонажей.
- Раннее Возрождение (Кватроченто) (начало XV — конец XV века)
- Высокое Возрождение (конец XV — первые 20 лет XVI века)
- Северное Возрождение

#### Позднее Возрождение (маньеризм)
Позднее Возрождение, эпоха маньеризма (середина XVI — 1590-е годы)  является финальной стадией Возрождения, переходной к эпохе барокко. Для маньеризма характерна потеря гармоничности Ренессанса, кризис личности, обращение к более мрачным, искривленным или динамичным трактовкам.

### Новое время
XVII век характеризуется параллельным существованием двух "больших стилей"- барокко и классицизма, продолжавшимся вплоть до 2-й пол. XVIII века, когда место барокко занимает более камерный и интимный стиль рококо. Классицизм, в реинкарнации неоклассицизма (также академизм), сохраняет свою гегемонию до середины XIX века, возрождаясь и на рубеже XIX-XX веков, как второй неоклассицизм.
Начинается эпоха более мелких и быстро сменяющих друг друга стилей. В конце XVIII века, на фоне классицизма, приходит сентиментализм, затем романтизм. Основным стилем XIX века во времена королевы Виктории становится эклектика / историзм, на фоне которого возникают и исчезают более мелкие стилистические направления. Только в 1890-е годы стиль модерн становится настолько мощным, чтобы встать в ряд "больших стилей", за ним в XX веке следует ар-деко, после чего проводить прямую линию периодизации стилей становится невозможным.

#### Барокко

Рубенс. «Похищение дочерей Левкиппа»

Барокко, тяготевшее к торжественному «большому стилю», в то же время отразило представления о сложности, многообразии, изменчивости мира. Барокко свойственны контрастность, напряжённость, динамичность образов, аффектация, стремление к величию и пышности, к совмещению реальности и иллюзии, к слиянию искусств. Образование национальных художественных школ в европейском искусстве XVII века. Стиль барокко в живописи характеризуется динамизмом композиций, «плоскостью» и пышностью форм, аристократичностью и незаурядностью сюжетов. Самые характерные черты барокко — броская цветистость и динамичность. Основные направления, русла барокко: веризм (натуралистическая достоверность и сниженная, бытовая тематика, интерпретация мотива), классицизм, «экспрессивное барокко». Для архитектуры барокко характерны пространственный размах, слитность, текучесть сложных, обычно криволинейных форм.

##### Рококо
Рококо — направление в искусстве XVIII века, в основном придворное «жеманное» искусство.
Тенденции: стремление к легкости, грациозности, изысканности и прихотливому орнаментальному ритму, фантастические орнаменты, прелестные натуралистические детали.

#### Классицизм
Классицизм возникает в XVII веке и развивается параллельно с барокко. Затем заново он появляется в период Французской Революции (в западной историографии этот период принято иногда называть неоклассицизмом, так как еще один классицизм был во Франции перед наступлением эпохи барокко. В России подобного не было, и поэтому принято называть исключительно «классицизмом»).
Тенденции: для стиля характерно следование принципам античного (греческого и римского) искусства: рационализм, симметрия, целенаправленность и сдержанность, строгое соответствие произведения его форме.
Периодизация неоклассицизма:
1. Неоклассицизм (стиль Людовика XVI)
  1. ранний классицизм (1760-е — начало 1780-х)
  2. строгий классицизм (середина 1780-х — 1790-е)
2. Стиль Директории (1795—1799)
3. Стиль Консульства (1799—1804)
4. Ампир (1804—1821/30)

В России дополнительно:
- Последнюю фазу развития петербургского классицизма 1830—1840-х гг., в период царствования Николая I, иногда именуют «николаевским ампиром».

В Великобритании:
1. Эпоха Регентства
2. «стиль Георга IV» (1820—1830)
3. Второй «Британский ампир» (1830—1890) — правление королевы Виктории

#### Историзм (эклектика)
1. Стиль Карла X (с 1824)
2. Стиль Наполеона III (1852—1870)

### Эпоха Модернизма
Подробный список см. Течения и школы модернизма.

### Стили XX века
Перечислены магистральные направления, более подробный список см. в списке модернизма и контемпорари-арта.

### Контемпорари-арт
Контемпорари-арт считается возникшим в 1950-х годах. Подробный список см. Течения и направления в современном искусстве.